# Pont Général-de-Gaulle
Pour les articles homonymes, voir Pont Charles-de-Gaulle (homonymie).
Le pont Général-de-Gaulle  est un pont routier en béton permettant de franchir la lagune Ébrié dans la ville d'Abidjan, en Côte d'Ivoire.

## Description
Le pont Général-de-Gaulle est un pont en poutre-caisson en béton précontraint. Il mesure 11 mètres de largeur pour 592 mètres de longueur. Ce pont possède vingt traversées composées de onze travées de 35 mètres pour les deux travées reliées aux rives et 58 mètres pour les neuf travées centrales . Il supporte une voie piétonne de chaque côté du pont et 2x3 voies automobiles.

## Origine du nom
Cette voie rend honneur à Charles de Gaulle (1890-1970), général, chef de la France libre et président de la République française de 1959 à 1969.

## Historique
Ce pont construit par l'architecte Henri Chomette d'août 1964 à juin 1967 avec le concours de 600 ouvriers Son coût de 3,3 milliards de francs CFA est financé par l'État ivoirien et par un prêt du fonds de développement européen. Il est inauguré le 1er juillet 1967 et est alors le second pont d'Abidjan traversant la lagune. Il prend son nom actuel en 1971.

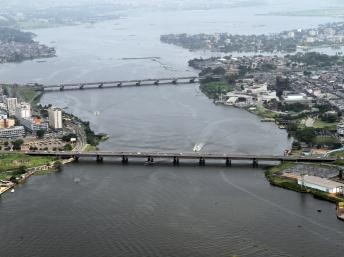
Vue aérienne des deux ponts d'Abidjan. Le pont Général-de-Gaulle est le pont du côté supérieur de l'image.
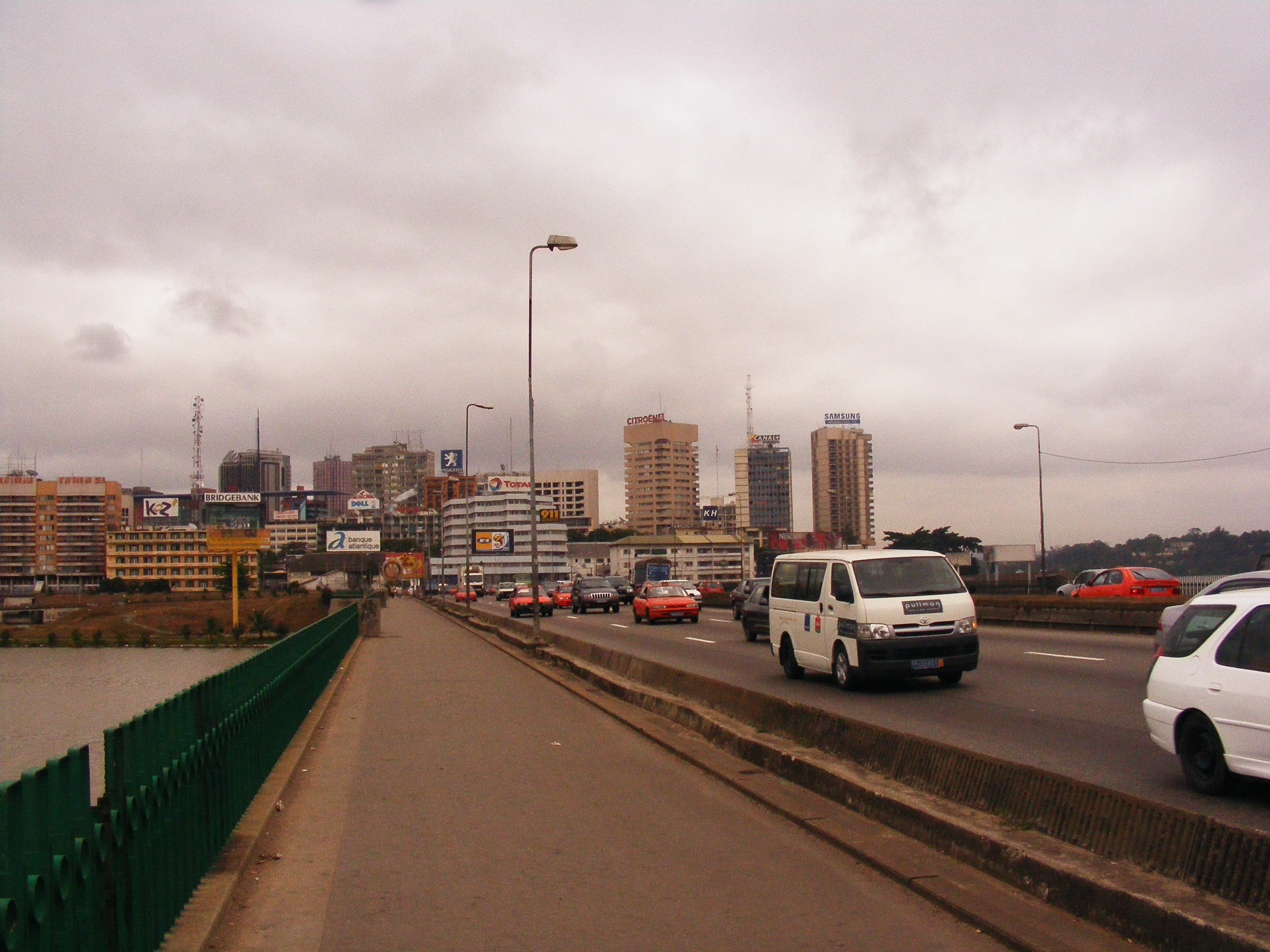
Vue du pont Général-de-Gaulle d'Abidjan, un après-midi de 2009, en direction du Plateau.
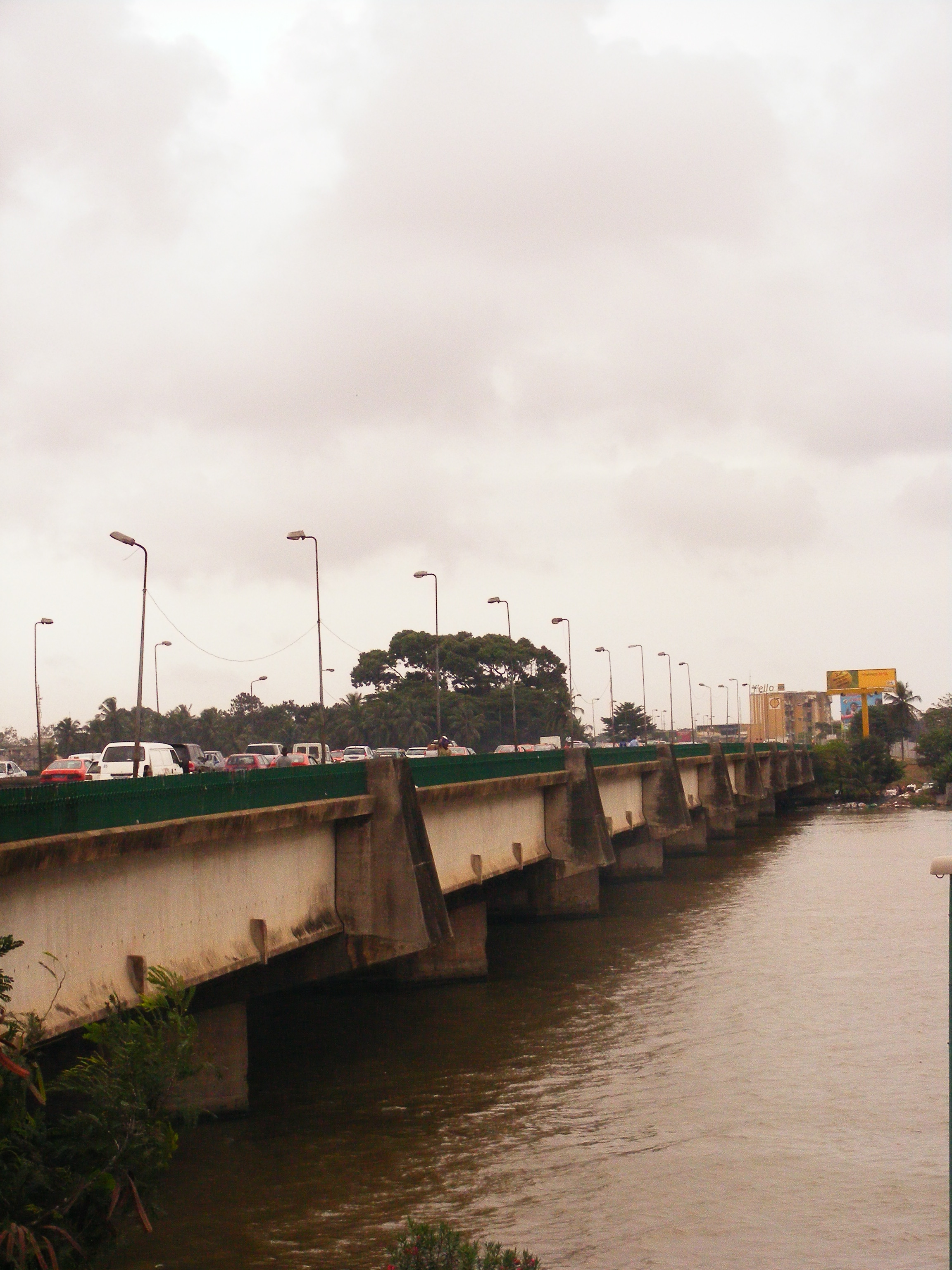
Aperçu de la structure en béton précontraint du pont.

## Réhabilitation du pont
Bâti en béton préfabriqué et précontraint, l’ouvrage avait grandement subi l’usure du temps qui a poussé le gouvernement à décliner un plan de réhabilitation. Dans le cadre du Programme de réhabilitation des infrastructures routières structurantes et de l’amélioration de la fluidité routière dans le district d’Abidjan, le ministère des Infrastructures économiques a amorcé les travaux de réhabilitation du pont De Gaule le 2 juin 2015 et prévu finir le 30 octobre 2015. Le pont de Gaulle est de nouveau libre à la circulation après six mois de travaux de réhabilitation. L’ouverture officielle a été faite le Mercredi 16 Décembre 2015 par le Premier ministre Daniel Kablan Duncan. Cette cérémonie a été marquée par la coupure symbolique du ruban marquant l’ouverture totale du pont au terme de sa réhabilitation.